# Microrregión del Valle del Paraíba Fluminense
La microrregión del Valle del Paraíba Fluminense es una de las microrregiones del estado brasileño del Río de Janeiro pertencentes a la mesorregión del sur Fluminense. Posee un área de 3.828,702 km² y su población fue estimada en 2006 por el IBGE en 678.159 habitantes y está dividida en nueve municipios.
Sus dos principales ciudades en términos económicos (PIB) son Volta Redonda y Resende, las dos son también las más industrializadas.

## Municipios
- Barra Mansa
- Itatiaia
- Pinheiral
- Piraí
- Porto Real
- Quatis
- Resende
- Rio Claro
- Volta Redonda